# Додж, Гренвилл
Гренвилл Меллен Додж (англ. Grenville Mellen Dodge; 12 апреля 1831 — 3 января 1916) — политик и офицер армии США,  участник Гражданской войны и Индейских войн. Служил начальником  военной разведки на Западном театре военных действий на нескольких важных должностях, в том числе командовал XVI корпусом во время кампании в Атланте.
Позже он был конгрессменом США, бизнесменом и железнодорожным чиновником, который помогал руководить строительством Первой трансконтинентальной железной дороги. Историк Стэнли Хиршон предположил, что Гренвилла Доджа, в силу его способностей и деятельности, можно считать более важным человеком в жизни страны после Гражданской войны, чем его более известных коллег и друзей, включая Гранта, Шермана и Шеридана.

## Биография

### Ранние годы
Гренвилл Додж родился в городе Данверсе, штат Массачусетс, в семье Силвануса Доджа и Джулии Терезы Филлипс. Его мать была потомком преподобного Джорджа Филлипса, который поселился в Уотертауне в 1630 году. С момента своего рождения и до 13 лет Додж часто переезжал, пока его отец перепробовал множество профессий. В 1844 году Силванус Додж стал почтмейстером отделения в Южном Данверсе и открыл книжный магазин. Работая на соседней ферме, 14-летний Гренвилл познакомился с сыном владельца, Фредериком Ландером, и помог ему исследовать железную дорогу. Ландер был впечатлён Доджем и посоветовал ему поступить в его альма-матер, Норвичский университет в Вермонте. Додж готовился к поступлению, посещая школу в Дареме в Нью-Хэмпшире.
В 1851 году он окончил Норвичский университет по специальности «гражданское строительство», затем переехал в город Перу, штат Иллинойс. Додж начал работать в центральной геодезической бригаде Иллинойса, а затем на железной дороге Рок-Айленда и поселился в городе Каунсил-Блаффс на реке Миссури. В течение следующего десятилетия он участвовал в геодезических работах для железных дорог, включая Union Pacific. 29 мая 1854 года Додж женился на Рут Энн Браун из города Перу. 

### Гражданская война
Когда началась Гражданская война, Додж вступил в армию северян. В начале войны губернатор Айовы отправил его в Вашингтон, где он раздобыл 6000 мушкетов для снабжения добровольцев из Айовы. В июле 1861 года он был назначен полковником 4-го добровольческого пехотного полка Айовы.
Додж командовал 1-й бригадой IV дивизии армии Юго-запада в битве при Пи-Ридже, где был дважды ранен. За свои боевые заслуги он получил чин бригадного генерала добровольцев и назначен командующим силами, базирующимися в Коринфе. Додж провёл успешные бои у реки Хатчи, а затем ушёл на запад Теннесси, где захватили группу партизан Конфедерации близ Дайерсберга.
Во время Виксбергской кампании Улисс Грант назначил его начальником разведки. Додж создал высокоэффективную сеть сбора разведданных, которая впоследствии оказалась жизненно важной для операций Гранта и стала предшественницей современного разведывательного корпуса армии Соединённых Штатов. Это была одна из крупнейших военных операций, финансировавшаяся за счет доходов от захваченного хлопка Конфедерации, с более чем 100 агентами и настолько эффективная, что их личности неизвестны и поныне. На тот момент это была, пожалуй, самая точная и всеобъемлющая сеть по сбору разведданных в истории.
В 1863 году Авраам Линкольн вызвал его в Вашингтон, и, хотя Додж думал, что его вызывают в следственный суд за агрессивную вербовку чернокожих солдат, президент вместо этого заинтересовался опытом Доджа в области железных дорог и попросил его определить место вдоль реки Миссури, где Union Pacific Railroad должна иметь свою начальную точку. Местоположение, предоставленное Доджем, было позже установлено Исполнительным указом в качестве отправной точки в 1864 году. После Виксбергской кампании его собственные войска присоединились к генералу Гранту и губернатору Айовы Сэмюэлу Кирквуду.
Додж возглавлял экспедицию в Северную Алабаму с 18 апреля 1863 года по 8 мая 1863 года, которая прикрывала продвижение кавалерийского отряда Эйбела Стрейта. В то время, как часть экспедиции Доджа была успешной, вторжение Стрейта было неудачным. После этого его команда участвовала в различных сражениях на северо-западе Миссисипи и в Западном Теннесси.
Додж был произведён в генерал-майоры в июне 1864 года и командовал XVI корпусом в ходе Атлантской кампании. После войны он вступил в Военный орден верного легиона Соединённых Штатов и получил знак отличия № 484.

### Индейские войны
По мере того, как Гражданская война подходила к концу, департамент Миссури, который возглавлял Додж, был расширен за счет включения в него Канзаса, Небраски и Юты. В 1863 году Джон Бозмен и Джон Джейкобс искали прямой путь из Вирджиния-Сити, шахтёрского городка в Монтане, в центральный Вайоминг, для связи с Орегонским трактом. Дорога, проложенная ими, получила название Бозманский тракт.  Местные индейцы воспринимали эту дорогу как угрозу для их традиционной жизни. В битве при Платт-Бридж в июле 1865 года более тысячи воинов атаковали американских солдат и сумели временно перекрыть движение по обеим дорогам — Бозманской и Орегонской.
Додж приказал провести карательную кампанию для подавления этих набегов, которая стала известна как Экспедиция на Паудер-Ривер. Военную кампанию возглавил бригадный генерал Патрик Коннор, который командовал округом Юта. Хотя и добившись некоторых успехов, экспедиция не смогла одержать каких-либо побед или запугать индейцев. Единственным успехом кампании, стоившей огромных сумм, был захват Коннором лагеря северных арапахо. Экспедиция в целом оказалась безрезультатной и в конечном итоге переросла в Войну Красного Облака.

### Трансконтинентальная железная дорога

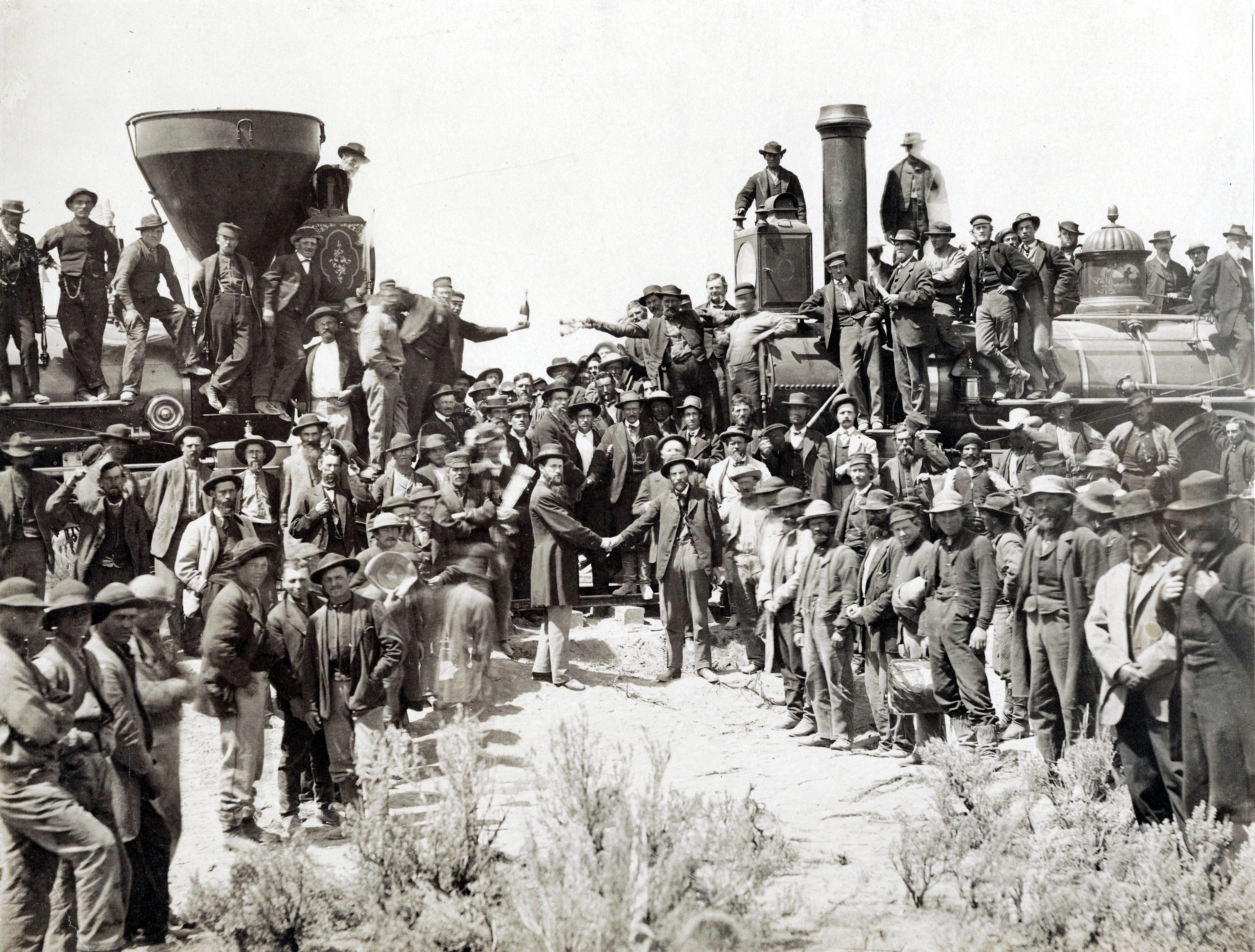
Додж справа в центре пожимает руку Сэмюэлу Монтегю на церемонии вручения «Золотого костыля». Фотография Эндрю Дж. Рассела

Во время кампании 1865 года в горах Ларами в Вайоминге, спасаясь от военного отряда, Додж понял, что нашёл проход для железной дороги к западу от реки Платт. В мае 1866 года он уволился из армии и, с одобрения генералов Гранта и Шермана, стал главным инженером Union Pacific и, таким образом, ведущей фигурой в строительстве Первой трансконтинентальной железной дороги.
Работа Доджа заключалась в планировании маршрута и разработке решений для любых встречающихся препятствий. Он был нанят Гербертом Мелвиллом Хокси, бывшим назначенцем Линкольна и победителем контракта на строительство первых 250 миль. Хокси передал контракт инвестору Томасу Дюранту, который позже был привлечён к ответственности за попытки манипулировать маршрутом в соответствии со своими земельными владениями. Это привело его к конфликту с Доджем и Хокси. В конце концов Дюрант поручил инженеру-консультанту по имени Сайлас Сеймур шпионить и вмешиваться в решения Доджа.
10 мая 1869 года линии двух компаний, строящих трансконтинентальную дорогу, встретились в округе Бокс-Элдер. Последний золотой костыль был вбит Доджем и Сэмюэлом Монтегю, его коллегой. Видя, что Дюрант разбогател, Додж купил акции компании Дюранта Crédit Mobilier, которая была главным подрядчиком проекта. Он получил значительную прибыль, но когда всплыл скандал о сделках Дюранта, уехал в Техас, чтобы избежать дачи показаний на следствии.

### Политическая деятельность и поздние годы

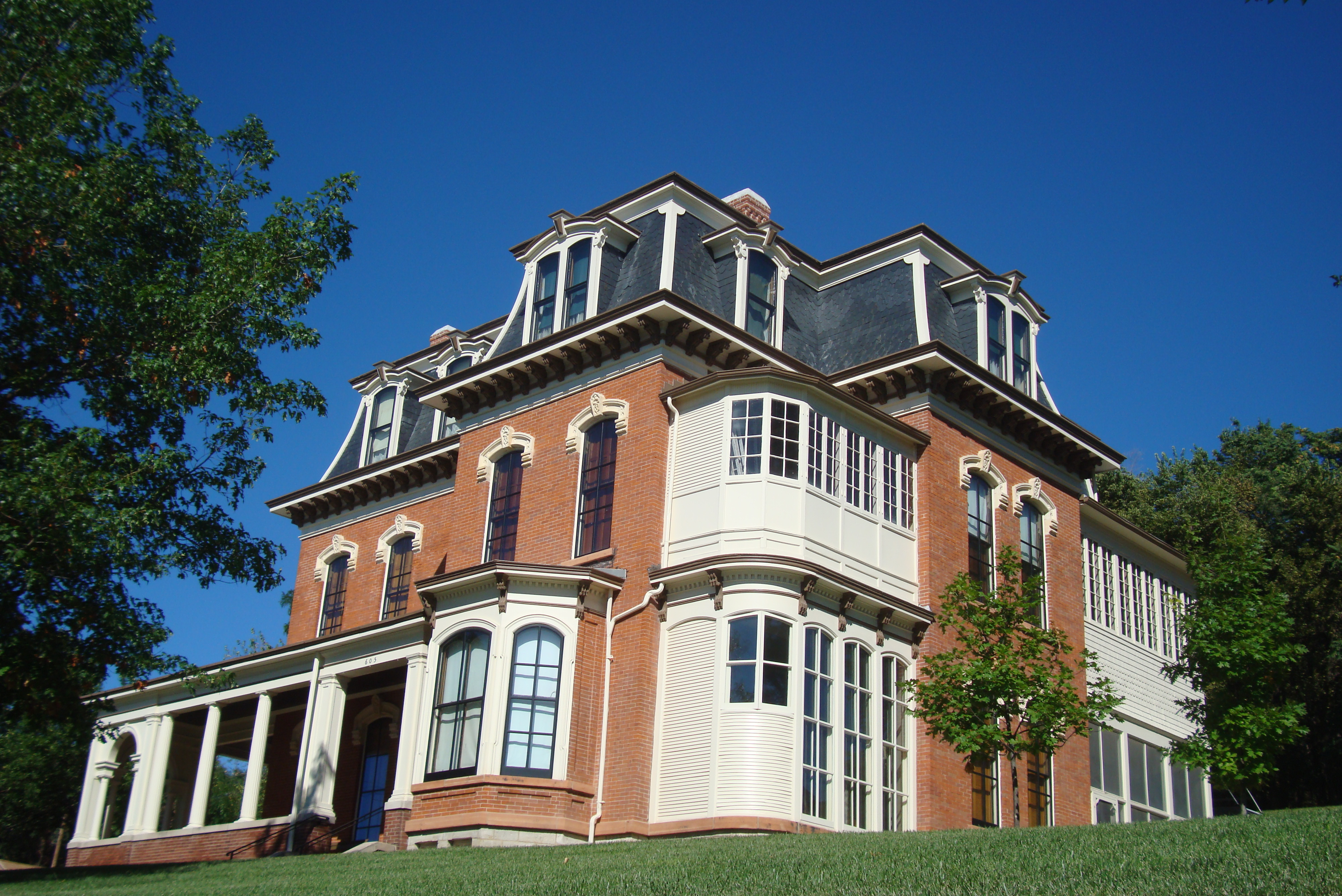
Дом Доджа в Каунсил-Блаффсе

В 1866 году Додж победил действующего республиканца Джона Кассона на съезде по выдвижению кандидатов на пост представителя от 5-го избирательного округа Айовы в Конгресс США. На всеобщих выборах он также одержал победу, опередив бывшего генерала Союза Джеймса Таттла. Его избрание принесло проблемы, поскольку он отсутствовал большую часть времени в Конгрессе, строя железную дорогу. Во время своего пребывания в Вашингтоне он лоббировал интересы Union Pacific Railroad, но при этом, поддерживал внутренние улучшения на Западе страны. Он служил в Палате представителей США с 4 марта 1867 года по 3 марта 1869 года.
Додж был делегатом Республиканского национального съезда в Чикаго в 1868 году и на съезде 1876 года в Цинциннати. После истечения срока его полномочий он вернулся в железнодорожное машиностроение. Между 1874 и 1879 годами Додж посетил Европу и встретился с немецкими и итальянскими инженерами, которые строили туннель под Альпами. Он также помогал в строительстве Транссибирской железной дороги. В 1880—1890-х годах он занимал посты президента или главного инженера десятков железнодорожных компаний. Додж отправился в Нью-Йорк, чтобы управлять растущим числом предприятий, которые он развил.
Последние годы жизни Гренвилл Додж провёл дома, в городе Каунсил-Блаффс. Он скончался 3 января 1916 года и был похоронен на кладбище Уолнат-Хилл.

## Память
Форт-Додж в Канзасе, важная военная база во время заселения фронтира, был назван в его честь, как и город Додж-Сити. Мост между штатами Айова и Небраска через реку Миссури и Кэмп-Додж, военная база в городе Джонстон, Айова — названы в его честь. Додж-Холл в его альма-матер, Норвичском университете, также назван в его честь.
В 1963 году Гренвилл Додж был введён в Зал великих людей Запада Национального музея ковбоев и западного наследия.